# Kronika Prokosza
Kronika Prokosza – wydana po raz pierwszy drukiem w 1825 roku przez Hipolita Kownackiego w Warszawie, rzekoma kronika opisująca najdawniejsze dzieje Polski, której autorstwo przypisywano Prokoszowi, który to miał być arcybiskupem krakowskim (w innych wersjach mnichem benedyktyńskim) z X wieku.
Współczesna polska nauka od dawna odrzuca jej autentyczność i uznaje za falsyfikat. Tzw. Kronika Prokosza powstała zapewne na początku XIX wieku, bądź najwcześniej w połowie XVIII stulecia. Jej autorem był najpewniej gen. Franciszek Morawski lub też ktoś z jego otoczenia, albo Przybysław Dyamentowski – należy jednak zaznaczyć, że tożsamość samego Dyamentowskiego także budzi kontrowersje.
Kronika Prokosza pozostaje obiektem zainteresowania zwolenników pseudonaukowej teorii spiskowej o istnieniu starożytnej Lechii.

## Historia odkrycia
Rękopis kroniki został sprezentowany Julianowi Ursynowi Niemcewiczowi przez Franciszka Morawskiego, który jakoby zakupił go w jednym z żydowskich kramów w Lublinie. Niemcewicz, przekonany o autentyczności otrzymanego dzieła, zaprezentował je w Towarzystwie Warszawskim Przyjaciół Nauk. W tym samym roku rękopis wydał drukiem Hipolit Kownacki, który także przełożył tekst kroniki na łacinę.
Fałszerstwo tej kroniki już w ciągu roku od jej wydania wykazał Joachim Lelewel, odnajdując w Wilnie jej rękopis opatrzony datą 21 czerwca 1764 roku i wskazujący na Dyamentowskiego jako jego autora, dokonując następnie krytycznego rozbioru jej treści. Przybysław Dyamentowski znany był jako fałszerz dokumentów historycznych, zajmował się tworzeniem fałszywych genealogii rodów magnackich i fikcyjnych źródeł opisujących najstarsze dzieje Polski.

## Kwestia autorstwa dzieła
Przedmowa do pierwszego wydania owej kroniki informuje, że Prokosz (Prochorus) miał być pierwszym arcybiskupem krakowskim, działającym za czasów Mieszka I, zmarłym w 986 roku. Istnienie tej postaci nie zostało jednak w jakikolwiek sposób udowodnione. Żadne wiarygodne źródła historyczne z owej epoki nie wymieniają Prokosza.
Tradycyjnie stworzenie Kroniki Prokosza przypisuje się Przybysławowi Dyamentowskiemu, fałszerzowi dokumentów z XVIII wieku. Pogląd ten został po raz pierwszy sformułowany przez Joachima Lelewela i był bezrefleksyjnie powielany przez niemal dwa stulecia przez kolejne pokolenia mediewistów, m.in. Janusza Tazbira, Andrzeja Wierzbickiego i Henryka Samsonowicza. W świetle badań prowadzonych na początku XXI wieku przez historyka Piotra Boronia, sama tożsamość i losy Dyamentowskiego budzą już pewne kontrowersje. Ów człowiek miał być stolnikiem urzędowskim, nie występuje natomiast w spisach urzędników ziemskich województwa lubelskiego. Dyamentowski mógł więc tytułować się tak bezpodstawnie lub też Joachim Lelewel otrzymał informacje niedokładne. Innymi budzącymi zastanowienie kwestiami są niespotykane w ówczesnej Polsce imiona noszone przez Dyamentowskiego oraz jego syna (Przybysław i Sobiesław), a także informacja o śmierci domniemanego stolnika w 1774 roku w wieku osiemdziesięciu lat oraz pozostawienie przezeń małoletniego syna. Z kolei prof. Jerzy Strzelczyk sceptycyzm Boronia odnośnie samego istnienia osoby Dyamentowskiego uważa za zbyt daleko posunięty, argumentując, że wspominają o nim Adam Boniecki, Jędrzej Załuski i Stanisław Józef Duńczewski.
Według Piotra Boronia uprawnioną wydaje się teza, że tzw. Kronika Prokosza nie jest XVIII-wiecznym fałszerstwem dokonanym przez Przybysława Dyamentowskiego, ale sfabrykowanym krótko przed rokiem 1825 żartem towarzyskim generała Franciszka Morawskiego. Żart ten zaczął po ukazaniu się kroniki drukiem żyć własnym życiem, a wczesna historia Polski wzbogaciła się o jeszcze jedno fałszerstwo.